# Трояндова революція
Троя́ндова револю́ція (груз. ვარდების რევოლუცია, вардебіс революція) — період мирних протестів у Грузії, які тривали з листопада 2003 по січень 2004. Причиною початку протестів стали масові фальсифікації парламентських виборів. Проти тодійшнього президента Грузії Едуарда Шеварднадзе виступала політична позиція на чолі з Міхеілем Саакашвілі, Зубабом Жванією та Ніно Бурджанадзе та народ Грузії. Результатом стала відставка Шеварнадзе та прихід до влади Міхеіла Саакашвілі. Це призвело до падіння радянської системи правління в країни.
Назва революції походить від троянд, які опозиція використовувала, щоб підкреслити ненасильницький характер демонстрацій та небажання силового вирішення конфлікту. 
Революція троянд стала одним з прикладом кольорових революцій. Значну роль в цій революції відіграли неурядові організації та активісти-студенти.

## Причини
Головною і найбільш загальною передумовою до революції стало невдоволення управлінням країною Едуардом Шеварднадзе, що заступив на пост у 1995 р. Обурення населення було викликано накопиченими претензіями до уряду, пов'язаними з важким економічним становищем в країні, корупцією серед державних службовців та ін.

## Хід подій

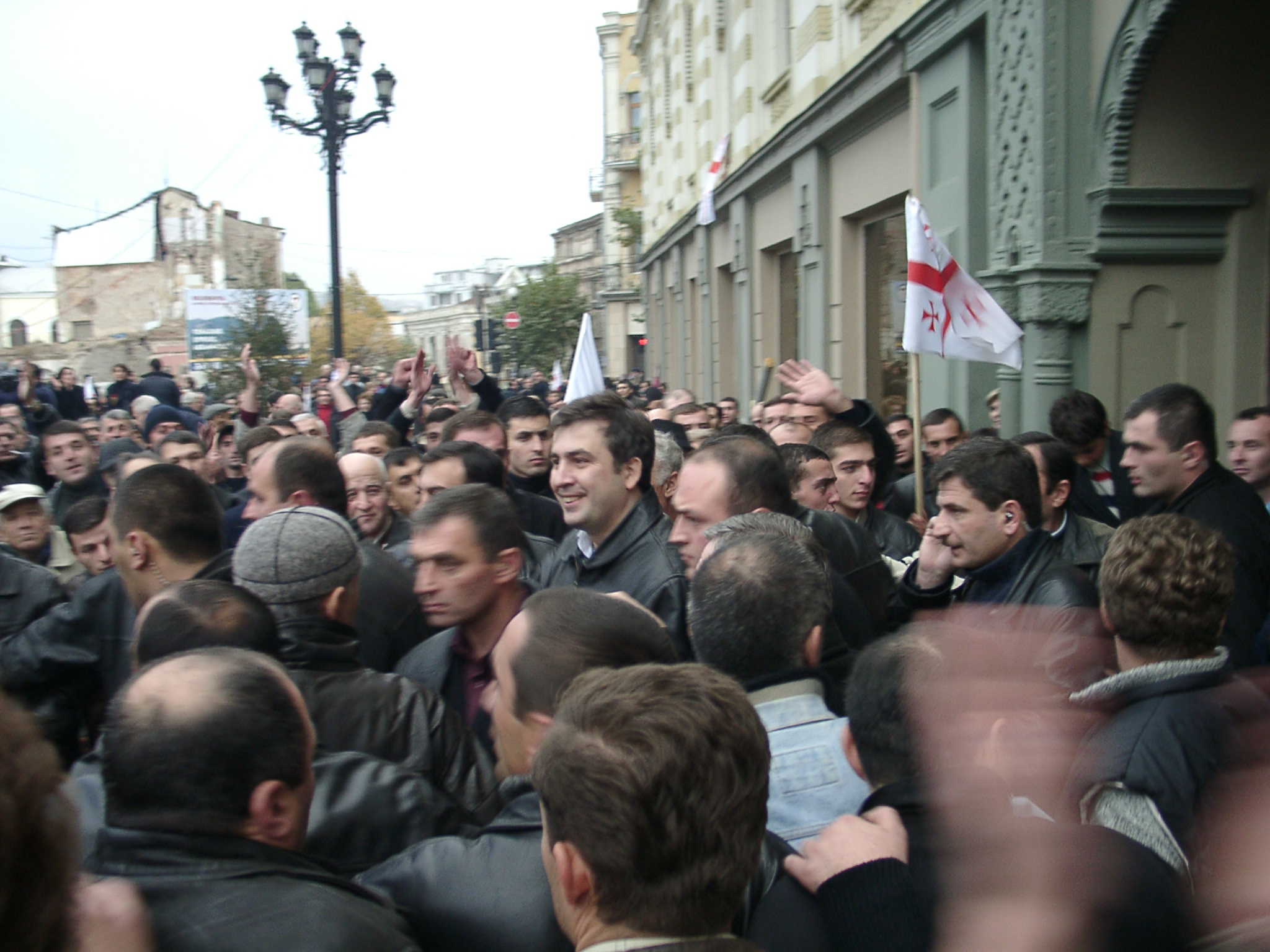
Лідер опозиції Михайло Саакашвілі

До загострення внутрішньополітичної кризи країну підштовхнули парламентські вибори, які відбулися в Грузії 2 листопада 2003 року. 3 листопада телекомпанія «Руставі 2» оприлюднила дані екзит-полів, згідно з якими лідирував опозиційний блок Михайла Саакашвілі «Національний рух». ЦВК після підрахунку 50 % бюлетенів оголосила, що лідирує пропрезидентський блок «За нову Грузію».
Опозиція вимагала повного скасування результатів виборів, які, на її думку, були сфальсифіковані владою. Одразу після оголошення попередніх результатів в Грузії спалахнули масові акції протесту з вимогою перерахунку голосів і відставки президента Едуарда Шеварднадзе. 
На заклик Саакашвілі і Ніно Бурджанадзе та Зураба Жванії, які очолювали опозиційний рух «Демократи», 4 листопада в Тбілісі почались масові демонстрації, підтримані рядом молодіжних організацій і непарламентських партій, котрі створили єдиний штаб протесту. Після того як Центральна виборча комісія (ЦВК) 7 листопада оголосила, що за підрахунком 95% голосів лідером парламентських виборів є блок «За нову Грузію» Шеварнадзе, партія Саакашвілі закликала до загальнонаціональних протестів. Щодня мітинги біля будівлі парламенту у Тбілісі збирали понад тисячу чоловік. Всього ж, за різними даними, в мітингах опозиції лише у Тбілісі брали участь до 10 тисяч чоловік. Масові демонстрації розпочалися і в інших містах та селищах Грузії. Пізніше на площі свободи в Тбілісі вібувся 20-тисячний мітинг. Попри народні протести, уряд визнав вибори дійсними та призначив перше засідання новообраного парламенту на 22 листопада.
Налагодити діалог між протиборчими сторонами не вдалося: 9 листопада безрезультатно завершилися переговори президента Едуарда Шеварднадзе з лідерами опозиції Ніно Бурджанадзе, Михайлом Саакашвілі та Зурабом Жванія. Зустріч, призначену на 11 листопада, було перенесено. 12 листопада в Грузії розпочався збір підписів за відставку Шеварднадзе.
13 листопада Михайло Саакашвілі заявив, що всі ресурси для діалогу з Шеварднадзе вичерпані і переговорів не буде і те що єдиним виходом із ситуації має бути відставка президента і закликав до акцій громадянської непокори До 17 листопада загальнодержавний страйк підтримали державні службовці, лікарі, студентство не лише в столиці, але й в інших містах. 14 листопада Шеварднадзе виступив з телевізійним зверненням до грузинського народу, в якому заявив, що в ситуації, яка склалася в країні, його відставка була б «безвідповідальним кроком».

«Це можливо лише конституційним шляхом, а не шляхом збору підписів. Якщо весь народ вимагатиме моєї відставки — я готовий», — заявив Шеварднадзе.

20 листопада ЦВК Грузії оголосила офіційні підсумки голосування. Правлячий пропрезидентський блок «За нову Грузію», лідером якого був президент Едуард Шеварднадзе, отримав найвищий відсоток голосів — 21,3 %. Опозиційна партія «Відродження» на чолі з Асланом Абашидзе набрала 18,84 %, радикальний опозиційний блок «Національний рух», очолюваний Михайлом Саакашвілі, — 18,3 %. Опозиційна Лейбористська партія Шалви Нателашвілі отримала 12,04 % голосів, опозиційний блок «Бурджанадзе — демократи» під управлінням Ніно Бурджанадзе і Зураба Жванії — 8,79 %, помірно опозиційна партія «Нові праві» під керівництвом Левана Гачечиладзе і Давида Гамкрелідзе отримала найменшу кількість голосів — 7,38 %.
21 листопада до Тбілісі почали прибувати автоколони з прихильниками опозиції. Протести опозиції досягли свого піку 22 листопада, в перший день засідання нового грузинського парламенту, легітимність якого була поставлена під сумнів. Того ж дня опозиціонери на чолі з Михайлом Саакашвілі з трояндами в руках (звідки і пішла назва революції) захопили будівлю парламенту, перервали виступ Шеварднадзе і змусили його залишити зал у супроводі охорони. Згодом президент запровадив в країні надзвичайний стан і закликав на допомогу війська та поліцію в районі своєї резиденції у Крцанісі. Однак елітні підрозділи поліції відмовилися його підтримати. Ввечері 23 листопада, в день Святого Георгія, Шеварднадзе провів зустріч з опозиційними лідерами Саакашвілі і Жванією та міністром закордонних справ Росії Ігорем Івановим. Після зустрічі Шеварднадзе оголосив про відставку з посади Президента Грузії. Це викликало справжню ейфорію на вулицях Тбілісі. Понад 100 тисяч мітингувальників відзначили перемогу феєрверками та рок-концертами.
Виконувачем обов'язків Президента Грузії стала спікер грузинського парламенту Ніно Бурджанадзе. 24 листопада Верховний суд Грузії анулював офіційні підсумки парламентських виборів. Наступного дня на позачерговому засіданні парламенту Грузії було прийнято рішення про призначення дострокових президентських виборів на 4 січня. Саакашвілі переміг на президентських виборах 4 січня 2004 року, а партія «Національний рух» отримала абсолютну більшість голосів на парламентських виборах 28 березня

## Наслідки
4 січня 2004 року в Грузії були проведені президентські вибори, перемогу на яких здобув Михайло Саакашвілі. 25 січня Саакашвілі вступив на посаду Президента Грузії. 28 березня 2004 року були проведені й нові парламентські вибори, перемогу на яких здобула правляча партія «Нові демократи».
Троянда була обрана символом революції не випадково. Її шипи асоціюються з державною незалежністю Грузії, а сама троянда — з грузинським художником Ніко Піросмані. Він був закоханий в акторку Маргариту де Севр і присвятив їй одну зі своїх найвідоміших картин. За легендою, художник подарував їй кілька арб, навантажених квітами, і цей сюжет ліг в основу знаменитого вірша Андрія Вознесенського «Мільйон червоних троянд».